# Rophites
Rophites is een geslacht van vliesvleugelige insecten van de familie Halictidae.

## Soorten
- R. algirus Pérez, 1895
- R. anatolicus (Schwammberger, 1975)
- R. canus Eversmann, 1852
- R. caucasicus Morawitz, 1875
- R. clypealis Schwammberger, 1976
- R. epiroticus (Schwammberger, 1975)
- R. flavicornis (Friese, 1913)
- R. foveolatus Friese, 1900
- R. gruenwaldti Ebmer, 1978
- R. gusenleitneri Schwammberger, 1971
- R. hartmanni Friese, 1902
- R. heinrichi Schwammberger, 1976
- R. hellenicus Ebmer, 1984
- R. leclercqi Schwammberger, 1971
- R. mandibularis Morawitz, 1891
- R. nigripes Friese, 1902
- R. quinquespinosus

Slurfbij Spinola, 1808
- R. schoenitzeri Dubitzky, 2005
- R. theryi Benoist, 1930
- R. thracius Ebmer, 1993
- R. transitorius Ebmer, 1993